# NGC 5225
NGC 5225 is een spiraalvormig sterrenstelsel in het sterrenbeeld Jachthonden. Het hemelobject werd op 26 april 1789 ontdekt door de Duits-Britse astronoom William Herschel.

## Synoniemen
- UGC 8540
- MCG 9-22-78
- ZWG 271.50
- PGC 47731